# Ldd (Unix)
ldd (List Dynamic Dependencies, em português Listar Dependências Dinâmicas) é um utilitário de sistemas operacionais do tipo Unix que imprime as bibliotecas compartilhadas necessárias por cada programa ou biblioteca compartilhada especificada na linha de comando. Foi desenvolvido por Roland McGrath e Ulrich Drepper. ldd é um script shell que executa o programa passado como argumento e não deve ser usado com binários não confiáveis. Se alguma biblioteca compartilhada estiver faltando para qualquer programa, este programa não executará.

## Segurança
O ldd é um shell script que executa o programa fornecido como argumento e não deve ser usado com binários não confiáveis. A página de manual do ldd sugere usar como alternativa o seguinte comando, usando os utilitários objdump e grep:
```
usuário@home ~/ $ 
objdump
 
-p
 
/caminho/do/programa
 
|
 
grep
 
NEEDED

```

## Uso
```
usuário@home ~/ $ 
ldd
 
/usr/bin/mp3blaster

         linux-vdso.so.1 =>  (0x00007fff8fdff000)

         libsidplay.so.1 => /usr/lib/libsidplay.so.1 (0x00007f4ea98ec000)

         libvorbisfile.so.3 => /usr/lib/libvorbisfile.so.3 (0x00007f4ea96e4000)

         libvorbis.so.0 => /usr/lib/libvorbis.so.0 (0x00007f4ea94b6000)

         libncurses.so.5 => /lib/libncurses.so.5 (0x00007f4ea9273000)

         libpthread.so.0 => /lib/libpthread.so.0 (0x00007f4ea9056000)

         libstdc++.so.6 => /usr/lib/libstdc++.so.6 (0x00007f4ea8d41000)

         libm.so.6 => /lib/libm.so.6 (0x00007f4ea8abe000)

         libgcc_s.so.1 => /lib/libgcc_s.so.1 (0x00007f4ea88a7000)

         libc.so.6 => /lib/libc.so.6 (0x00007f4ea8523000)

         libogg.so.0 => /usr/lib/libogg.so.0 (0x00007f4ea831c000)

         libdl.so.2 => /lib/libdl.so.2 (0x00007f4ea8118000)

         /lib64/ld-linux-x86-64.so.2 (0x00007f4ea9b59000)

```